# Jean Eustache
Jean Eustache (Pessac, 30 novembre 1938 – Parigi, 5 novembre 1981) è stato un regista francese.

## Biografia
Jean Eustache nacque a Pessac nel 1938. Dopo il divorzio dei suoi genitori fu allevato dalla nonna materna Odette Robert prima di ricongiungersi con sua madre a Narbona nel 1951-52 dove imparò il mestiere di elettricista. Arrivò a Parigi nel 1957 e lavorò nella SNCF come operaio specializzato. Rifiutatosi di partire per l'Algeria, tentò il suicidio tagliandosi le vene e passò un anno in un ospedale psichiatrico.
Sposò poi Jeanne Delos dalla quale ebbe due figli, Patrick e Boris. Grazie alla moglie che lavorava come segretaria alla rivista Cahiers du cinéma, alla Cinémathèque française incontrò i principali esponenti della nouvelle vague, Jean-Luc Godard, Éric Rohmer, Jean Douchet, Jean-Pierre Léaud e Paul Vecchiali. Nel 1962, assiste alle riprese di La fornaia di Monceau di Éric Rohmer e di Mannequin de Belleville di Jean Douchet.
Grazie a Paul Vecchiali, nel 1962 può realizzare il suo primo cortometraggio intitolato La Soirée. Nel 1963 gira un film di medio metraggio conosciuto col titolo Les Mauvaises Fréquentations che racconta la storia di due amici che, bighellonando per le strade di Parigi, abbordano una ragazza e la portano in una sala da ballo; la ragazza, però, balla con un altro e i due, per vendicarsi, rubano il portafoglio di lui.
Nell'inverno del 1965-66, con una pellicola offertagli da Jean-Luc Godard, realizzò a Narbonne un secondo breve film, Le Père Noël a les yeux bleus, in cui un giovane, interpretato da Jean-Pierre Léaud, per potersi comprare un montgomery accetta la proposta di un fotografo di travestirsi da Babbo Natale e posare in strada con i passanti.
Nel 1966 lavorò come montatore per tre documentari che Jacques Rivette realizzò su Jean Renoir, Jean Renoir, le patron, in una serie dedicata ai cineasti contemporanei prodotta da Janine Bazin e André S. Labarthe, e ancora per una trasmissione interamente dedicata a Murnau.
Dopo essersi separato da Jeanne Delos nel 1972, visse una relazione amorosa con l'attrice Françoise Lebrun. Girò poi la prima versione di La Rosière de Pessac, il documentario Le Cochon con Jean-Michel Barjol e una pellicola su sua nonna Odette Robert, intitolato Numéro Zéro, in cui la filmava di continuo con l'aiuto di due cineprese fisse che permettessero una ripresa in tempo reale. Dopo una proiezione privata per pochi intimi, tra cui Jean-Marie Straub, Eustache decise di non diffonderla, ma, nel 1980 accettò che ne venisse trasmessa una versione ridotta in televisione. In seguito il cineasta Pedro Costa, dopo averne sentito parlare da Jean-Marie Straub, rintracciò e restaurò questo film che uscì nelle sale nel 2003 con una affluenza di 3.500 spettatori.
Sempre nel 1972 girò La Maman et la Putain, un film della durata di tre ore e quaranta minuti con Jean-Pierre Léaud, Françoise Lebrun e Bernadette Lafont. La storia, di ispirazione autobiografica, racconta qualche giornata della vita di un giovane sfaccendato, Alexandre (Jean-Pierre Léaud), che trascorre il tempo in lunghe discussioni nei caffè parigini. Mentre convive con Marie (Bernadette Lafont), tenta disperatamente di persuadere la sua ex ragazza Gilberte (Isabelle Weingarten) a ritornare con lui e si incontra con Veronika (Françoise Lebrun), un'infermiera avvicinata per la via. Nel 1973 il film venne selezionato per il Festival di Cannes ottenendo, in un clima burrascoso, il Grand Prix Speciale della Giuria, quell'anno presieduta da Ingrid Bergman che detestava il film. Nelle sale la pellicola ebbe una affluenza di 340.000 spettatori, ma la critica si divise e solo dopo anni il suo valore nella storia del cinema francese ebbe un unanime riconoscimento.
Il relativo successo gli permise di girare Mes petites amoureuses, ancora un film di ispirazione autobiografica che racconta l'infanzia e l'adolescenza prima con la nonna e poi con la madre. A differenza del precedente, il film è quasi muto. L'affluenza al botteghino fu limitata (120.000 spettatori).
Successivamente, lavorò come attore in L'amico americano di Wim Wenders e poi in La Tortue sur le dos di Luc Béraud. Come regista girò ancora Une sale histoire e alcuni documentari.
Nel maggio del 1981, mentre si trovava in Grecia, cadde da una terrazza e si ruppe una gamba: l'incidente lo condannò a zoppicare per i pochi mesi che gli restavano: Jean Eustache si suicidò infatti il 5 novembre 1981, nella sua casa di Rue Nollet a Parigi, sparandosi al cuore.

## Curiosità
- In Non drammatizziamo... è solo questione di corna di Truffaut, Antoine Doinel chiama il suo amico Jean Eustache per informarlo della nascita di suo figlio.

## Filmografia
- La soirée (1961), 8 minuti, incompiuto
- Les Mauvaises Fréquentations, (1963), 42 minuti (primo titolo, film in 16 mm), conosciuto anche come Du côté de Robinson (secondo titolo, film gonfiato a 35 mm)
- Le Père Noël a les yeux bleus, (1966), 47 minuti
- La Rosière de Pessac (1968), 65 minuti
- Due film realizzati per la televisione, nel 1969. 26 minutes ciascuno:
  - Sur Le Dernier des hommes di Murnau
  - A propos de La petite marchande d'allumettes di Jean Renoir
- Le Cochon (1970), 65 minuti, co-realizzato con Jean-Michel Barjol
- Numéro zéro (1971), 1h50m (versione televisiva accorciata intitolata Odette Robert, 54 minuti)
- La maman et la putain (1973), 3h40
- Mes petites amoureuses (1974), 2h00
- Une sale histoire (1977), parte documentario (22 minuti) e parte fiction (28 minuti)
- La Rosière de Pessac (1979), 67 minuti
- Le Jardin des délices de Jérôme Bosch (1980), 34 minuti
- Offre d'emploi (1980), 18 minuti
- Les Photos d'Alix (1980), 18 minuti